# Watson (Misuri)
Watson es una villa ubicada en el condado de Atchison en el estado estadounidense de Misuri. En el Censo de 2010 tenía una población de 100 habitantes y una densidad poblacional de 354,22 personas por km².

## Geografía
Watson se encuentra ubicada en las coordenadas 40°28′48″N 95°37′25″O / 40.48000, -95.62361. Según la Oficina del Censo de los Estados Unidos, Watson tiene una superficie total de 0.28 km², de la cual 0.28 km² corresponden a tierra firme y (0%) 0 km² es agua.

## Demografía
Según el censo de 2010, había 100 personas residiendo en Watson. La densidad de población era de 354,22 hab./km². De los 100 habitantes, Watson estaba compuesto por el 100% blancos, el 0% eran afroamericanos, el 0% eran amerindios, el 0% eran asiáticos, el 0% eran isleños del Pacífico, el 0% eran de otras razas y el 0% pertenecían a dos o más razas. Del total de la población el 0% eran hispanos o latinos de cualquier raza.